# Bill Goldberg
Pour les articles homonymes, voir Goldberg.
 (juin 2021).
William « Bill » Scott Goldberg, plus connu sous le nom de Goldberg (né le 27 décembre 1966 à Tulsa, en Oklahoma), est un catcheur, acteur et joueur de football américain. Il est connu pour son travail à la World Wrestling Entertainment.
Il s'est alors reconverti comme catcheur au sein de la World Championship Wrestling où il a été formé. Il est rapidement devenu une des attractions principales de cette fédération, et détient le record de victoires consécutives dans le sport individuel comme collectif avec une série d'invincibilité de 173 victoires entre ses débuts en juin 1997 et décembre 1998 et, au cours de cette série d'invincibilité, il a été champion poids-lourds des États-Unis puis champion du monde poids-lourds de la WCW. Il a remporté une deuxième fois ces titres et a été brièvement champion du monde par équipe de la WCW avec Bret Hart en 1999. Il a ensuite continué à travailler pour cette fédération jusqu'en janvier 2001. Il a ensuite rejoint la All Japan Pro Wrestling où il a travaillé entre août 2002 et janvier 2003 avant de retourner aux États-Unis à la World Wrestling Entertainment où il a remporté le championnat du monde poids-lourds de la WWE et a quitté cette fédération après WrestleMania XX.

## Carrière de footballeur américain

### National Football League (1990-1997)
Bill Goldberg a grandi à Tulsa avec son père un obstétricien et une mère violoniste qui sont tous les deux juifs. Il a commencé à jouer au football américain à l'âge de 16 ans et a fréquenté le Tulsa Edison High School. Une fois diplômé il a été à l'Université de Géorgie où il a joué pour les Georgia Bulldogs au poste de defensive tackle.
Il participe à la draft 1990 de la NFL et il est choisi au 11e tour de draft à la 301e position par les Rams de Los Angeles. Il ne joue pas et reste au camp d'entraînement. Bien que l’entraîneur chargé de la défense Fritz Shurmur (en) apprécie la détermination de Goldberg sur le terrain, les Rams décide de mettre fin à son contrat.
Il décide d'aller au Canada et participe à plusieurs camps d'entraînement de franchises de la Ligue canadienne de football et se voit proposer un contrat avec les Lions de la Colombie-Britannique mais il refuse l'offre. Il retourne alors aux États-Unis et rejoint la World League of American Football au sein des Sacramento Surge (en) en 1991. Il retourne en NFL chez les Falcons d'Atlanta à partir de 1992 où il reste jusqu'en 1994. Il quitte les Falcons à la suite de la draft d'expansion 1995 où il est choisi par les Panthers de la Caroline mais une blessure à l'abdomen met fin à sa carrière,.

## Carrière de catcheur

### World Championship Wrestling (1997-2001)

#### Débuts et série d'invincibilité (1997-1998)
Goldberg a travaillé comme entraîneur dans des salles de sport d'Atlanta et à cette époque il a rencontré les grands noms de la World Championship Wrestling (WCW) qui ont persuadé Eric Bischoff, le président de la WCW, de lui donner une chance après un entraînement au Power Plant, l'école de catch de la fédération,. Il débute le 23 juin 1997 en lever de rideau de Monday Nitro en l'emportant face à Sgt. Buddy Lee Parker. Il fait son premier match télévisé le 22 septembre où il bat Hugh Morrus. Il commence ainsi une série de victoires. Le 28 décembre à Starrcade il continue sa série de victoires en prenant le dessus sur Steve McMichael.
En 1998, il continue sa série d'invincibilité. Le 9 février, il bat Steven Regal après cinq minutes de combat ce qui a été à l'époque le match le plus long de Goldberg, et peu de temps après ce match Regal a été renvoyé de la WCW et bien que la raison officielle de ce renvoi est son addiction à l'alcool et aux drogues le refus de ce dernier de perdre dans un match très bref comme il a été prévu a pesé dans la décision. Il l'emporte de manière expéditive face à Brad Armstrong à SuperBrawl VIII le 22 février. Le 19 avril à Spring Stampede il bat Saturn et le lendemain à Monday Nitro il devient champion des États-Unis de la WCW après sa victoire face à Raven dans un match sans disqualification,. Le 6 juillet, il obtient un match pour le championnat du monde poids-lourds de la WCW après sa victoire face à Scott Hall et plus tard dans la soirée il remporte son match face à Hollywood Hogan et devient champion poids-lourds. Il rend son titre de champion des États-Unis qui est remporté par Bret Hart le 20 juillet. Il défend avec succès son titre le 12 juillet à Bash at the Beach face à Curt Hennig. Le 8 août à Road Wild il remporte une bataille royale qui l'a opposé aux deux incarnations du New World Order (nWo) : le nWo Hollywood d'Hogan et le nWo Wolfpack de Kevin Nash. Il conserve une nouvelle fois son titre face à Diamond Dallas Page à Halloween Havoc avant de le perdre à Starrcade face à Kevin Nash dans un match sans disqualification après que Scott Hall l'a attaqué avec un taser, mettant ainsi fin à la série d'invincibilité de Goldberg qui s'est arrêté à 173 matchs,,.

#### Second série d'invincibilité (1999)
Nash conserve son titre jusqu'au 4 janvier 1999 avant de le rendre à Hogan après avoir perdu volontairement. Goldberg est impliqué dans le scénario de ce match car il est arrêté pour avoir agressé Miss Elizabeth, tout ceci a été mis en scène car Goldberg est blessé. Ce scénario est devenu célèbre sous le nom de Fingerpoke of Doom et marque la baisse des audiences de Monday Nitro. Il revient sur les rings le 17 janvier à Souled Out où il remporte son Ladder and taser match face à Scott Hall. Il affronte Bam Bam Bigelow le 21 février à SuperBrawl IX et remporte son combat. Le 5 avril il participe à un match pour le championnat du monde poids-lourds de la WCW dans un Fatal four-way match qui l'a opposé à Diamond Dallas Page, Hollywood Hogan et Ric Flair qui s'est terminé en No Contest. Six jours plus tard à Spring Stampede il bat Kevin Nash se vengeant ainsi de sa défaite à Starrcade. Le 19 avril il a une deuxième opportunité pour le championnat poids-lourds face à Dallas Page mais le match se termine par un No contest. La semaine suivante il participe à un Fatal four-way match pour le championnat poids-lourds face à Kevin Nash, Sting et Dallas Page, ce dernier remporte le match.
Le 9 mai à Slamboree, il affronte Sting et remporte son match par disqualification à la suite de l'intervention de Bret Hart qui lui a donné un coup de chaise le blessant au genou,. Goldberg revient sur les rings de la WCW le 26 juillet où il bat Curt Hennig par disqualification. Le 14 août à Road Wild il sort victorieux de son match face à Rick Steiner. Sa série d’invincibilité continue avec notamment une victoire sur Diamond Dallas Page à Fall Brawl. À Halloween Havoc il remporte le championnat poids-lourds des États-Unis face à Sid Vicious et en fin de soirée il devient pour la deuxième fois champion du monde poids-lourds de la WCW après sa victoire face à Sting. La série d'invincibilité de Goldberg prend fin le lendemain avec sa défaite face à Bret Hart qui remporte le championnat des États-Unis, de plus son titre de champion du monde poids-lourds lui est retiré pour mettre en place un tournoi,. Goldberg remporte son "I Quit" match face à Sid Vicious à Mayhem et dans le même temps Bret Hart devient champion du monde poids-louds de la WCW. Hart désigne Goldberg comme challenger pour son titre à Starrcade. Les deux hommes font néanmoins équipe ensemble et remportent le championnat du monde par équipe de la WCW le 9 décembre avant de le perdre quatre jours plus tard face à Kevin Nash et Scott Hall,. Le 16 décembre Hart et Goldberg affrontent à nouveau Nash et Hall pour le championnat par équipe mais ils perdent le match. À Starrcade Hart conserve son titre d'une manière assez controversé, l'arbitre a été blessé et Roddy Piper est arrivé en fin de match pour donner la victoire à Hart par soumission alors que Goldberg n'a pas abandonné. Piper est ensuite parti sans un mot avec la ceinture avant de la rendre à Hart. Lors de ce match Goldberg a donné un coup de pied au visage à son adversaire qui lui a causé une commotion cérébrale assez grave pour qu'il prenne sa retraite quelques semaines plus tard. Au lendemain de Starrcade il perd son match revanche face à Bret Hart et durant ce match Goldberg se blesse au bras,.

#### Alliance avec lesNew Blood& diverses rivalités (2000-2001)
Il réapparaît à la WCW le 29 mai 2000 où il intervient lors du match à handicap opposant Kevin Nash à Tank Abbott et Scott Steiner en prenant la défense de Nash. La semaine suivante il remporte un match face à Abbott et le 11 juin il effectue un heel turn, passant d'un personnage « gentil » à « méchant », en aidant Jeff Jarrett à devenir champion du monde poids-lourds de la WCW lors de son match face à Nash,. Le lendemain Nash affronte Goldberg, le match se termine sur un No contest à la suite d'un coup de chaise de Goldberg et l'intervention de Scott Steiner. Le 19 juin Goldberg obtient le contrôle de Scott Hall à la suite de sa victoire sur Horace Hogan. La semaine suivante il se qualifie pour le Fatal four-way match pour le championnat du monde poids-lourds après sa victoire face à Jim Duggan. Le Fatal four-way qui a eu lieu en fin de soirée a été remporté par Jeff Jarett qui a été aidé par Goldberg, ce dernier ayant mis au sol Nash et a laissé le tombé au champion en titre. Nash et Goldberg se sont ensuite affrontés le 9 juillet à Bash at the Beach, ce dernier a remporté le match. Au lendemain de ce show, il a participé à un match à quatre où il a encore une fois aidé Jeff Jarrett à remporter ce match désignant le challenger pour le championnat du monde poids-lourds à New Blood Rising. Le 24 juillet, Booker T est censé défendre son titre de champion du monde poids-lourds face à Sting mais Goldberg attaque ce dernier avant qu'il n'entre sur le ring et a ensuite défié le champion en titre mais le match se conclut sans vainqueur. Un deuxième affrontement a lieu en fin de soirée à la demande de Booker, au cours de ce match Jarrett vient attaquer Goldberg en lui donnant un coup de chaise dans le dos avant que Goldberg ne le plaque au sol, juste après cela Booker a gagné le match. Le 13 août à New Blood Rising, il participe à un match à trois pour désigner le challenger pour le championnat poids-lourds malgré une blessure à la suite d'une chute de moto quelques jours plus tôt et quitte le ring quelques minutes plus tard.
Il revient le 4 septembre où il se qualifie pour le Wargames match après sa victoire sur The Franchise, en fin de soirée lors du Wargames match il est menotté aux cordes du ring par Vince Russo et il se libère et s’apprête à remporter le titre poids-lourds mais Bret Hart l'en empêche. Le 17 septembre à Fall Brawl, Vince Russo intervient dans le match sans disqualification entre Goldberg et Scott Steiner permettant à ce dernier de l'emporter. Huit jours plus tard, les deux hommes s'affrontent à nouveau dans un match en cage et Goldberg est sorti de la cage obtenant ainsi la victoire. Le 25 octobre à Thunder, Goldberg, Sting et Booker T remportent leur match face à Jeff Jarrett et KroniK (Brian Adams et Bryan Clark). Quatre jours plus tard à WCW Halloween Havoc, il bat KroniK dans un match à handicap à élimination très bref.
Il commence ensuite une rivalité avec Lex Luger et bien qu'ils ne soient pas affrontés ou provoqués entre Halloween Havoc et Mayhem, l'équipe créative de la WCW a néanmoins trouvé judicieux d'ajouter ce match. Au cours du match, Luger a projeté au sol l'arbitre, mais cela n'a pas empêché Goldberg de continuer sa série d'invincibilité en match simple depuis Starrcade 1999. La rivalité entre les deux hommes continue et elle voit Goldberg continuer sa série d'invincibilité face à son entraîneur DeWayne Bruce (en) qui veut affronter Luger, mais Mike Sanders, le commissionnaire, lui a dit qu'il doit d'abord vaincre un adversaire mystère qui s'avère être Goldberg et au cours du match Luger est venu rappeler l'enjeu de ce match. Goldberg a vaincu une deuxième fois Luger à Starrcade dans un match sans disqualification. Début 2001, Goldberg a commencé à faire équipe avec DeWayne Bruce et ils ont mis en jeu leurs contrats face à Luger et Buff Bagwell à Sin, mais ils ont malheureusement perdu. Il reste néanmoins sous contrat avec la WCW et à la suite du rachat de son employeur par la World Wrestling Federation fin mars, la maison mère de la WCW, AOL Time Warner, a gardé les contrats des catcheurs vedette dont celui de Goldberg.

### All Japan Pro Wrestling (2002-2003)
Il fait trois brefs passages au Japon à la All Japan Pro Wrestling, d'abord le 30 et 31 août 2002 où il bat facilement Satoshi Kojima, une des têtes d'affiche de la All Japan puis le lendemain c'est Taiyō Kea qui perd face à Goldberg. Le 17 novembre, il a vaincu Rick Steiner et le 19 janvier 2003 il a fait équipe avec Keiji Mutō et ensemble ils ont remporté leur match face à KroniK (Brian Adams et Bryan Clark).

### World Wrestling Entertainment (2003-2004)

#### Débuts et rivalités avec The Rock & Chris Jericho (2003)
En mars 2003, il signe un contrat avec la World Wrestling Entertainment . Lors de Backlash, il bat The Rock pour son premier match à la WWE.
Lors de Bad Blood, il bat Chris Jericho.

#### World Heavyweight Champion & perte du titre (2003)
Lors de SummerSlam, il ne remporte pas le titre du monde poids-lourds de la WWE, battu par Triple H dans un Elimination Chamber Match. Lors de Unforgiven, il devient le nouveau champion du monde poids-lourds de la WWE en battant Triple H, remportant son premier titre personnel dans cette fédération. Lors de Armageddon, il perd face à Triple H, ne conservant pas son titre.

#### Rivalité avec Brock Lesnar & départ (2004)
Lors du Royal Rumble, il se fait éliminer par Kurt Angle à l'aide de Brock Lesnar. Lors de No Way Out, il intervient dans le match entre Brock Lesnar et Eddie Guerrero pour le Championnat de la WWE, coûtant le match à Brock Lesnar et permettant à Eddie Guerrero de devenir nouveau champion de la WWE. Lors de WrestleMania XX, il bat Brock Lesnar.

### Legends of Wrestling (2015-2016)
Il fait son retour le 7 juin 2015 à Legends of Wrestling en venant en aide à Rob Van Dam après son match contre Scott Steiner et lui porte un Spear.
Le 23 janvier 2016, il porte un Spear sur Scott Steiner.

### Retour à la World Wrestling Entertainment (2016-2022)

#### Rivalités avec Brock Lesnar et Kevin Owens (2016-2017)
Le 20 novembre 2016 au Survivor Series, il bat Brock Lesnar en 1 minute. Le 29 janvier 2017 au Royal Rumble, il entre dans un Royal Rumble masculin en 28e position, élimine succesivement Rusev, Brock Lesnar et Luke Harper mais se fait éliminer par l'Undertaker.
Le 5 mars à Fastlane, il devient le nouveau champion Universel de la WWE en battant Kevin Owens, remportant son second titre personnel dans cette fédération,. Le 2 avril à WrestleMania 33, il perd face à Brock Lesnar, ne conservant pas son titre.

#### WWE Hall of Fame (2018)

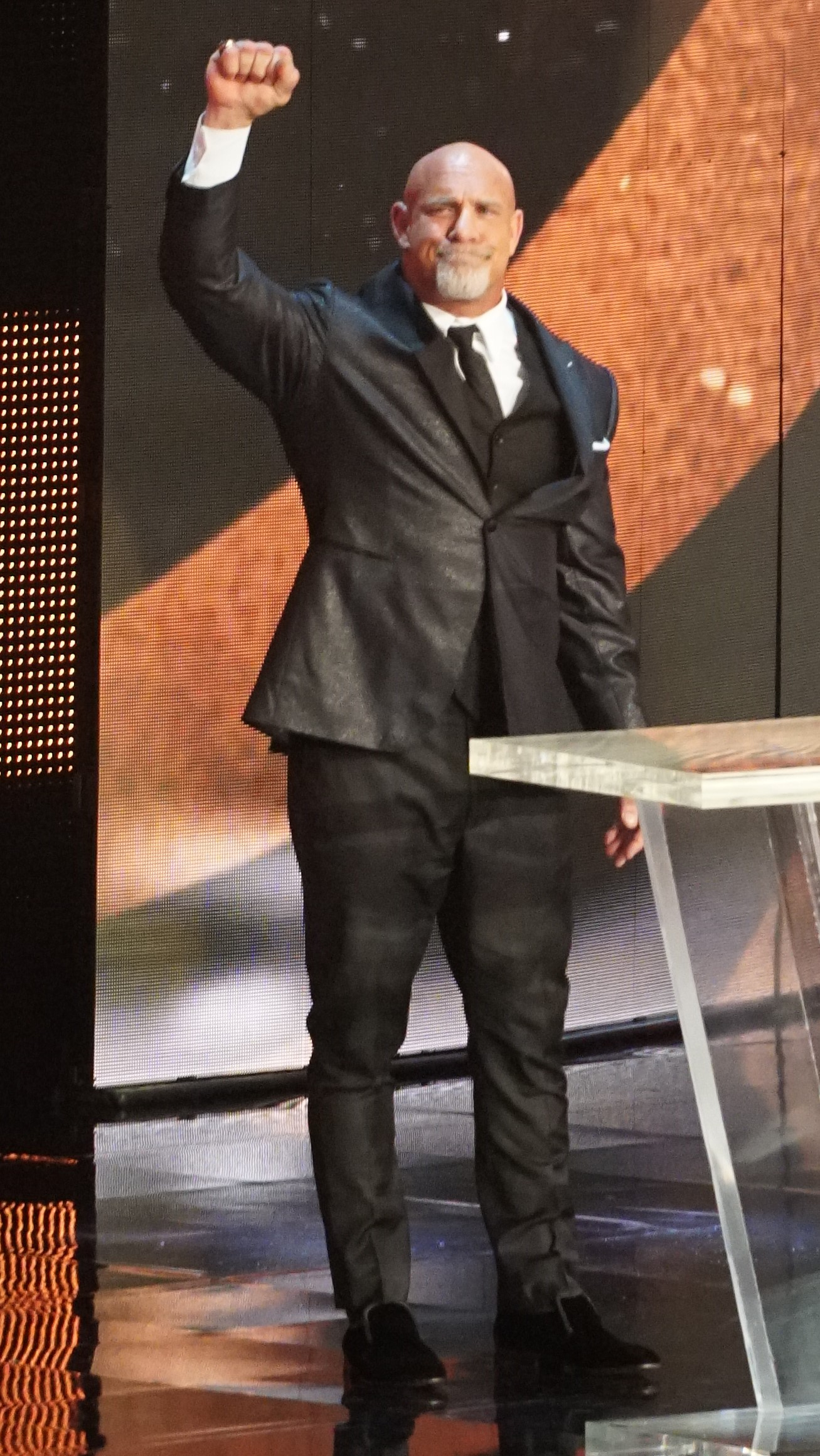
Goldberg lors de son introduction au WWE Hall of Fame.

Le 15 janvier 2018, la WWE annonce qu'il sera intronisé au WWE Hall of Fame.
Le 6 avril, il est intronisé au WWE Hall of Fame par Paul Heyman.

#### Diverses rivalités (2019-2025)
Le 7 juin 2019 à Super ShowDown, il perd face à l'Undertaker. Le 11 août à SummerSlam, il bat Dolph Ziggler en moins de deux minutes.
Le 27 février 2020 à Super ShowDown, il redevient champion Universel de la WWE en battant The Fiend Bray Wyatt.
Le 4 avril à WrestleMania 36, il perd face à Braun Strowman, ne conservant pas son titre. The Monster Among Men remplace Roman Reigns (celui-ci s'étant retiré à cause de la pandémie de Covid-19),.
Le 31 janvier 2021 au Royal Rumble, il ne remporte pas le titre de la WWE, battu par Drew McIntyre. Après le combat, les deux hommes s'enlacent et célèbrent ensemble. Le 21 août à SummerSlam, il ne remporte pas le titre de la WWE, battu par Bobby Lashley par abandon, car blessé à la jambe, à la suite d'un coup de canne de MVP. Après le combat, son fils Gage attaque son adversaire. Le 21 octobre à Crown Jewel, il bat Bobby Lashley dans un No Holds Barred & Falls Count Anywhere Match.
Le 19 février 2022 à Elimination Chamber, il ne remporte pas le titre Universel de la WWE, battu par Roman Reigns par soumission.
Il fait son retour, le Raw du 17 juin 2025 pour confronter Gunther et il challenge ce dernier à Saturday Night Main Event du 12 Juillet 2025.

## Palmarès
- World Championship Wrestling
  - Record de série d'invincibilité à la WCW (173 victoires consécutives)
  - 2 fois Champion du monde du poids-lourds des États-Unis de la WCW[72]
  - 1 fois Champion du monde poids-lourds de la WCW[73]
  - 1 fois Champion du monde par équipe de la WCW avec Bret Hart[74]
- World Wrestling Entertainment
  - 1 fois Champion du monde poids-lourds de la WWE[75]
  - 2 fois Champion Universel de la WWE (champion le plus âgée)
  - WWE Hall of Fame (2018)

## Récompenses des magazines
- Wrestling Observer Newsletter
  - Débutant de l'année 1998[76]
- Pro Wrestling Illustrated
  - Catcheur le plus inspiré de l'année 1998[77]
  - Débutant de l'année 1998[78]
  - 2e catcheur de l'année 1998
  - 2e catcheur le plus populaire de l'année 1998
  - 3e catcheur le plus populaire de l'année 1999
  - 2e retour de l'année 2003
  - PWI 500, des 500 meilleurs catcheurs de l'année

| Année | 1998 | 1999 | 2000-2002 | 2003 | 2004 |
| Rang  | 2    | 9    | NC        | 39   | 48   |

## Filmographie

### Cinéma
- 1999 : Universal Soldier : Le Combat absolu (Universal Soldier: The Return) : Romeo/UniSol 2500
- 2000 : Ready to Rumble : lui-même
- 2003 : Les Looney Tunes passent à l'action (Looney Tunes: Back in Action) : Mr. Smith
- 2005 : Very Bad Santa (Santa Clay's) : le Père Noël
- 2005 : Mi-temps au mitard (The Longest Yard) : Battle
- 2007 : Mission Alcatraz 2 (Half Past Dead 2) : William Burke
- 2011 : Minkow : Sax
- 2012 : Holly, Jingles and Clyde 3D : Gus
- 2017 : American Satan : Hawk
- 2018 : Savage Dragon : Overlord

### Télévision
- 1998 : La croisière s'amuse, nouvelle vague (Love Boat: Next Wave) (série télévisée) : Lou Maguire
- 1999 : The Jesse Ventura Story (téléfilm) : Luger
- 2002 : Oui, chérie ! (Yes, Dear!) (série télévisée) : Big Guy
- 2002 : Les Griffin (Family Guy) (série télévisée) : Le passager en colère dans le bus
- 2002 : Kim Possible (série télévisée) : Pain King (voix)
- 2005 : Desperate Housewives (série télévisée) : Un détenu #2
- 2007 : New York, unité spéciale (saison 8, épisode 13) : Cupid
- 2009 : BullRun (série télévisée) : Hôte
- 2010 : Kill Speed : Big Bad John
- 2012 : Staged (série télévisée) : Daddy
- 2018 : Flash (série télévisée), saison 4, 2 épisodes : Big Sir
- 2019 : NCIS : Los Angeles (série télévisée) : saison 10, épisode 7 : Lance Hamilton